# روز مانديل
روز مانديل (بالإنجليزية: Rose Mandel)‏ هي مصورة أمريكية، ولدت في 2 أغسطس 1910 في Czaniec ‏ في بولندا، وتوفيت في 12 مارس 2002 في بيركيلي في الولايات المتحدة.